# Gwintowanie
Gwintowanie – obróbka wykonywana na powierzchni wałków i otworów, polegająca na kształtowaniu wzdłuż linii śrubowej rowka o odpowiednim zarysie.

## Narzędzia do gwintowania metodą skrawania
Do wykonania gwintów stosuje się dwa rodzaje narzędzi – gwintowniki (do wykonywania gwintów w otworach) oraz narzynki (do wykonywania gwintów na powierzchniach walcowych).

Narzędzia do gwintowania metodą skrawania
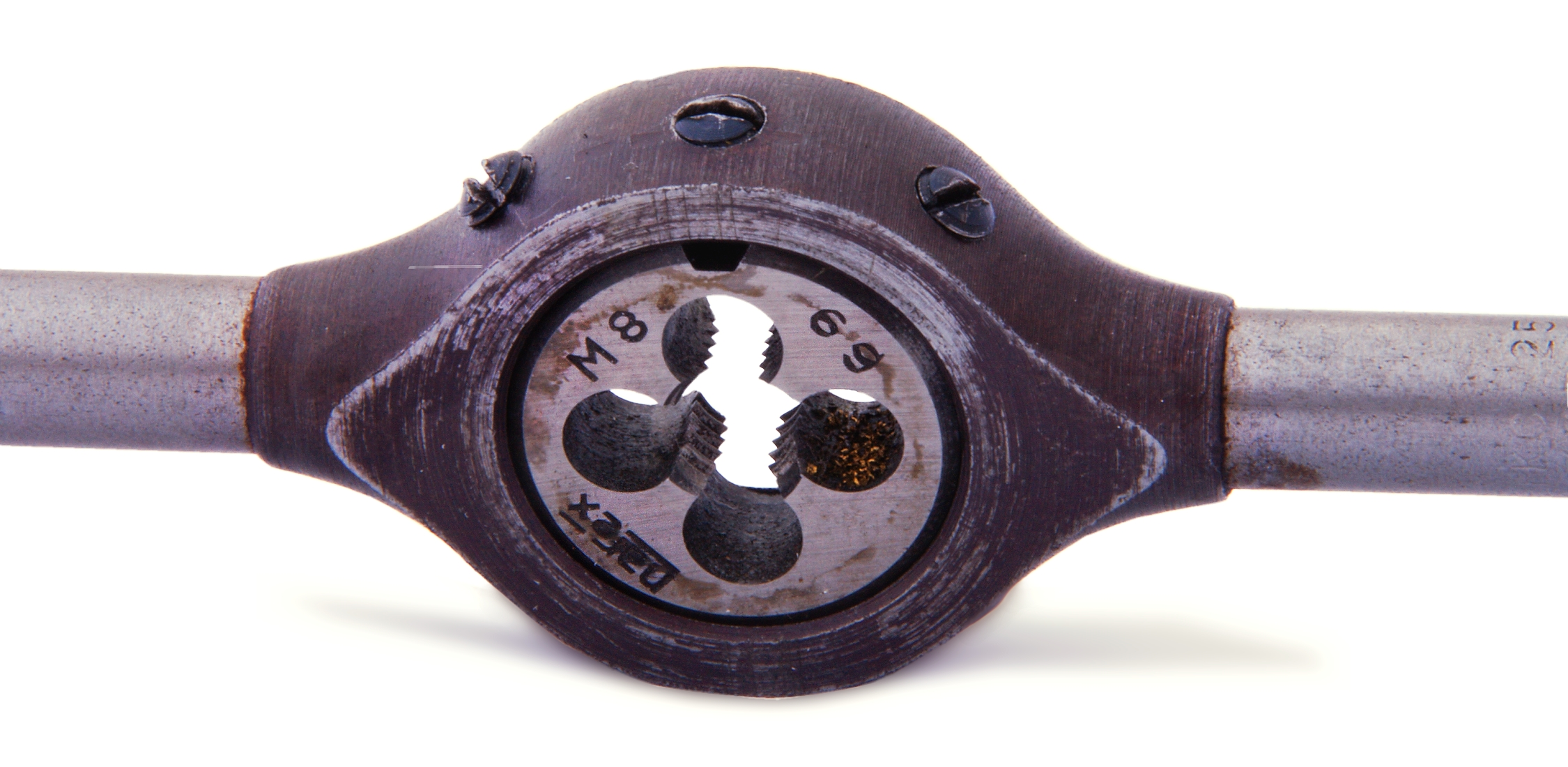
narzynka
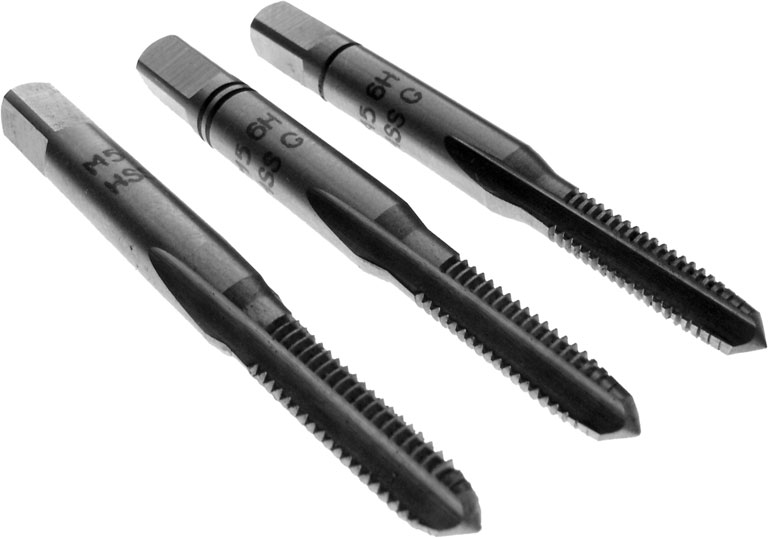
gwintowniki

- noże kształtowe
- głowice gwinciarskie

## Narzędzia do obróbki plastycznej gwintu
W produkcji masowej  gwinty śrub najczęściej wytwarzane metodą obróbki plastycznej na zimno.
Wygniatanie gwintu korzystnie wpływa na własności wytrzymałościowe śrub.

Techniki wytwarzania gwintów metodą obróbki plastycznej
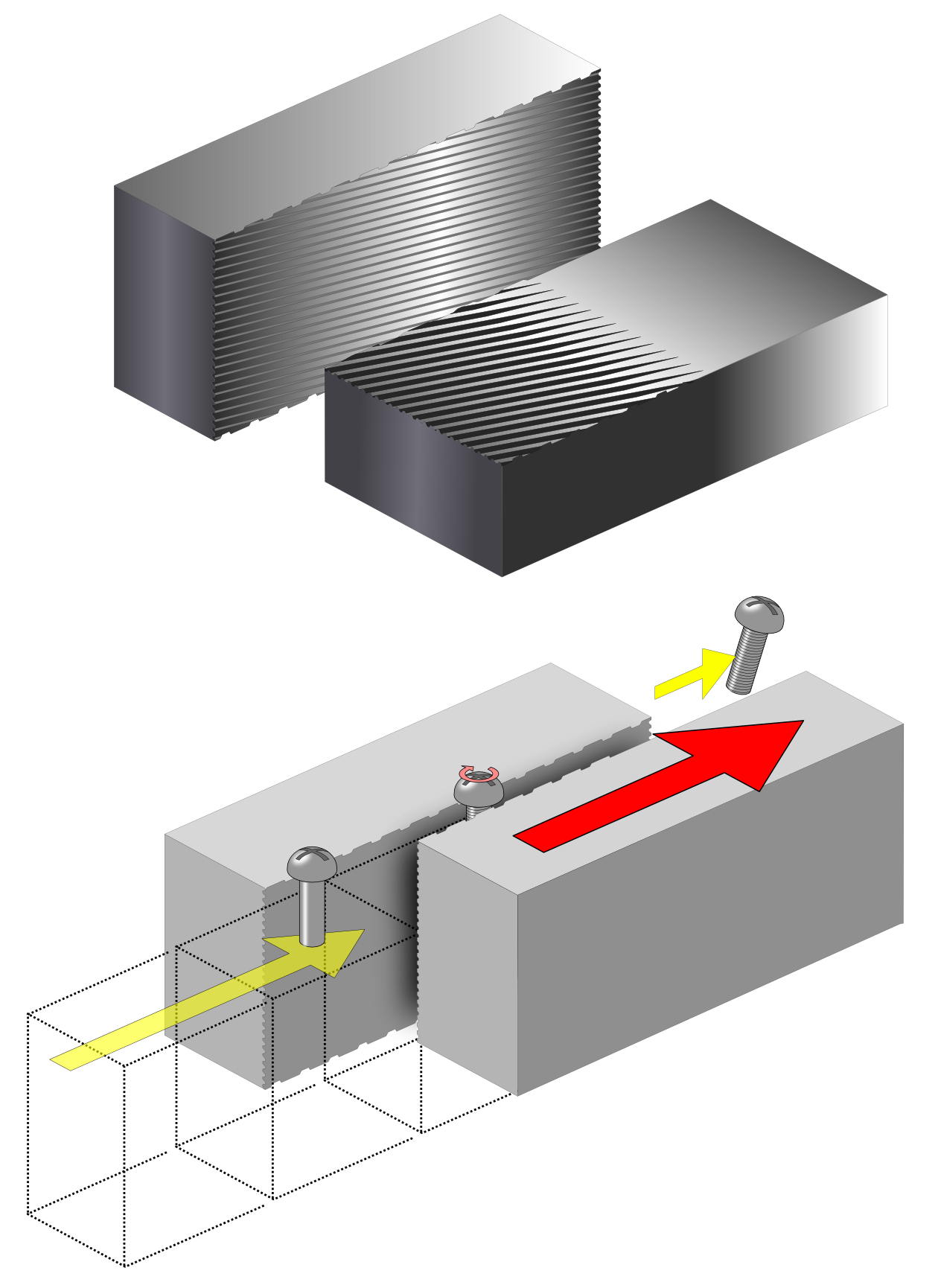
za pomocą szczęk
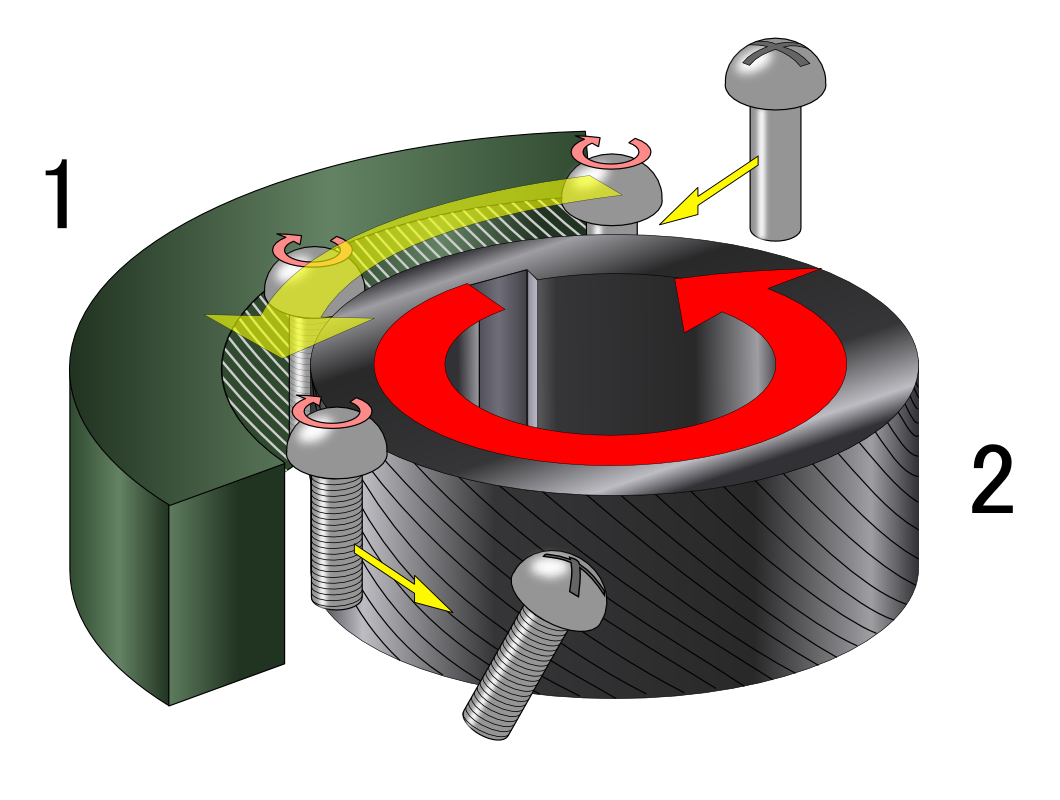
planetarne
za pomocą dwóch rolek
za pomocą trzech rolek